# Constantin Stahlberg
Constantin Stahlberg (* 12. Januar 1946) ist ein deutscher Komponist sowie Gründer und Vorstandsmitglied der Stahlberg Stiftung. Bis 2010 war er Chef und Eigentümer der Stahlberg-Roensch-Gruppe, die am Schienenfreunde-Kartell beteiligt war. Als Komponist schrieb er mehrere Musicals und wirkte bei Hörspielveröffentlichungen mit.

## Leben
Stahlberg kam am 12. Januar 1946 als Sohn von Unternehmer Hans-Conrad Stahlberg und Maria Frisé auf die Welt. Laut seiner Mutter lernte Stahlberg schon im Alter von vier Jahren Noten lesen und Klavier spielen. Er machte sein Abitur in Herman-Lietz-Schulheim in Bieberstein bei Fulda. Im Anschluss studierte Stahlberg Volkswirtschaft, was er mit einer Promotion abschloss.
Stahlberg übernahm das Unternehmen seines Vaters und verkaufte es im Jahre 2010 an die Vossloh AG. Für seine Beteiligung am Schienenfreunde-Kartell musste er im Jahre 2012 einen Teil des 13 Millionen Euro hohen Bußgelds an das Bundeskartellamts bezahlen. Dazu kamen noch Schadensersatzzahlungen an die Deutsche Bahn im mittleren zweistelligen Millionenbereich.
Im Jahre 2002 gründete Stahlberg die Stahlberg Stiftung, deren Zweck die Förderung von Jugend- und Kulturprojekten und die Denkmalpflege ist.

## Musicals (Auswahl)
- Anno Domini mit Gabi Blonski[7]
- Cyrano – Das Musical – mit Gabi Blonski
- Endlich! Elbphilharmonie mit Gabi Blonski[12]
- ROMEO + JULIA mit Gabi Blonski[13]